# Псков-Пассажирский
Псков-Пассажирский — железнодорожная станция Санкт-Петербург-Витебского отделения Октябрьской железной дороги, расположенная в городе Пскове. Станция Псков-Варшавский на 257-й версте (274 км) Петербурго-Варшавской железной дороги открыта в 1859 году. В 1889 году с открытием Псково-Рижской железной дороги стала узловой.
Электрификация на станции, как и на всей территории Псковской области, отсутствует.

## История
Первый поезд из Санкт-Петербурга прибыл в Псков 10 февраля 1859 года. В этом же году французским инженером Пирелем был составлен проект типовой станции первого класса для четырёх городов: Владимира, Пскова, Вильно и Динабурга. 26 марта проект утверждён техническим комитетом общества, а в 1860 году начато строительство нового каменного здания вокзала на станции Псков.
Станция «Псков-железнодорожный» находится в ТРК «Псков-Сити» в 2024 году
Здание вокзала (пассажирское здание) построено в 1863 году И. Н. Голеневичем по проекту французского архитектора Пиреля. Проект Псковского вокзала, составленный Пирелем, хранится в РГИА. На чертежах — два фасада и план основного этажа, текст — на французском языке с карандашными правками на русском. Здание одноэтажное без подвала с двухэтажной центральной частью и боковыми ризалитами.
По проекту оба фасада основного этажа имеют лишь дверные проёмы (общее их количество — 76) и не имеют окон. Центральная часть основного этажа — большой вестибюль с лестницей наверх и небольшим почтовым отделением. Восточное крыло занимают телеграфное отделение, кабинеты начальника вокзала и его заместителя, далее — помещения пассажиров третьего класса, зал ожидания, буфет, женская комната. В первом этаже восточного ризалита размещены: бюро регистрации, служебные помещения почтовой конторы и несколько резервных помещений.
Западное крыло первого этажа занято помещениями пассажиров первого и второго класса: зал ожидания, столовая и буфет, дамский салон, отхожие места. Первый этаж западного ризалита отдавался для размещения «высокопоставленных» пассажиров. Недаром только там предполагалось отопление — камины в трёх комнатах. Остальные помещения вокзала отапливать не предполагалось.
- В 1859—1862 годах построено Паровозное депо.
- 9 сентября 1863 года открыто пассажирское здание (вокзал).
- 1863 году — Устроены особые мастерские для починки паровозов (работы начаты в 1862 г.). Устроено водоснабжение; переложены станционные пути, для взвешивания вагонов устроен помост. В Пскове устроен питомник для развода саженцев разных растений для рассадки «по сторонам дороги живых изгородей вместо жердевых».
- В 1889 году открыто движение по Псково-Рижской железной дороги
- В 1897 году открыта Бологое-Псковская железная дорога, построенная Обществом Рыбинско-Бологовской железной дороги (преобразовано в О-во Московско-Виндаво-Рыбинской железной дороги)
- В обход станции от Пскова-Товарного до Берёзок проложена Морозовская ветка.
- Псков — Гдов — Нарва (1915—1916 гг.; протяженностью 183 версты).
- Псков — Берёзки — Идрица — Полоцк (1916—1917 гг.; 296 вёрст),
- 2 (15) марта 1917 года последний российский император Николай II в царском поезде, задержанном на станции Псков, подписал манифест об отречении от престола.
- С января 1907 года станция в составе Северо-Западных железных дорог
- С 1929 года — Октябрьской железной дороги.
- В 1940—1953 годах станция Ленинградской железной дороги
- В 1946 году образовано Псковское отделение Ленинградской (с 1953 года — вновь Октябрьской) железной дороги (упразднено с 1 июля 1996 года).

## Эксплуатация поездов
С августа 2014 года отменили пригородный поезд № 6803/6804 Псков — Скангали/Печоры.
С 4 августа 2018 года запущена ежедневная «Ласточка ЭС2ГП» на Санкт-Петербург под № 809/810.
С 24 августа того же года запущена ещё одна ежедневная пара под № 811/812.
С 22 февраля 2019 года запущена ежедневная «Ласточка ЭС1П» сообщением № 819/820 Псков — Петрозаводск и эти ЭС1П идут в общем обороте с поездами на Санкт-Петербург.
С 1 марта 2019 года запущена ещё одна ежедневная пара под № 813/814 на Санкт-Петербург.
С 27 июня по 1 июля 2019 года (Ганзейские дни) был запущен ежедневный беспересадочный поезд «Ласточка ЭС1П» № 927/928 сообщением Псков — Печоры.
С 3 августа 2019 года были запущены две пары поезда (продлённые) № 809/812 / 813/814 Санкт-Петербург — Печоры (809/814 сб/вс, 812/813 пт-вс).
С 2 ноября 2019 года запустили ежедневные рейсы № 815/816 Санкт-Петербург — Псков.
С 29 февраля по 1 декабря 2020 года вернули пригородный поезд № 6803/6804 Псков — Скангали по пятницам и субботам, но график был неудобный, поезд был нерентабельный и его отменили.
С 17 июля 2020 года запустили РА2 на новый маршрут № 6721/6722/6723/6724 Псков — Великие Луки и РА2 впервые появилась во Пскове.
С 29 июля 2020 года запустили вагоны беспересадочного сообщения Евпатория — Псков и прибыли 31 июля 2020 года в место назначения. Поезд со станции Чудово до Пскова едет под № 489/490, обратно в Крым отправились 2 августа.
С 18 по 31 октября 2020 года поезд № 664/663 на Москву-Рижскую меняет номер на № 264/263 и маршрут через Ржев-Белорусский, вместо Балтийского вокзала и Волоколамск, конечная — Ленинградский вокзал. Время в пути займёт на час больше.
В новом графике 2020—2021 годов поезд № 664/663 сменил номер на № 064/063 и курсирует таким же расписанием.
С 1 марта 2021 года поезд № 64/63 замедлится на 2 часа.

## Здание вокзала
Здание пассажирского вокзала отделяет и в то же время соединяет собой железнодорожные пути с прилегающей площадью. Планировка и компоновка объёмов постройки полностью подчинена требованиям и характеру её назначения. Объемно-пространственная композиция построена по принципу классицистической традиции с симметричной трехчастной разбивкой объёмов и выделением центра, что позволило избежать впечатления монотонности сильно натянутого вдоль путей невысокого, в основном одноэтажного, здания.
Средняя часть в виде выступающего ризалита с мезонином является центральным ядром всей композиции, а также отмечена и функционально: именно здесь расположен основной вход в вокзал. По обе стороны от него тянутся одноэтажные крылья, занятые помещениями для пассажиров. Крылья завершают сильно выступающие в сторону площади два ризалита, которые ограничивают и уравновешивают собой объёмную композицию, а также образуют небольшое по отношению к общей длине в плане каре. Таким образом, здание вокзала имеет три поперечных оси: по центральной части и по боковым ризалитам, объёмы которых не только выдвинуты в плане относительно линии основных крыльев, но и имеют высотные подвышения в виде мезонинов. Причем довольно большая высота боковых ризалитов и центра позволила разбить боковые объёмы на три этажа.
Фасад, выходящий на железнодорожные пути, более простой по своему композиционному решению: вытянут вдоль всего перрона, лишь по вертикали ленту стен дополняют центральный и боковые мезонины.
Декоративное оформление вокзала решено в духе стилизации предыдущих стилей, в основном, классицизма. Основной ритм фасадов создают оконные проёмы основного этажа одинаковой формы с циркульным завершением, расставленные на равных расстояниях друг от друга по всему периметру здания и разделенные между собой пилястрами. Проёмы обрамляют профильные штукатурные наличники, связанные между собой в нижних частях в единую зигзагообразную линию. Окна мезонинов меньшие по размерам и более простой формы — с лучковыми перемычками, также декорированы наличниками и разделены пилястрами. Замковые камни проёмов выделены объемными волютами. Вертикальные членения фасадов объединяет горизонтально венчающий карниз сложной формы сверху и единая полоса фундамента снизу, которые вместе образуют дополнительное рамочное обрамление проёмов. Центральный вход в здание оформлен фигурным металлическим козырьком, поддерживаемым литыми чугунными столбиками.
Здание вокзала покрывают вальмовые и двухскатные кровли с невысоким уклоном.

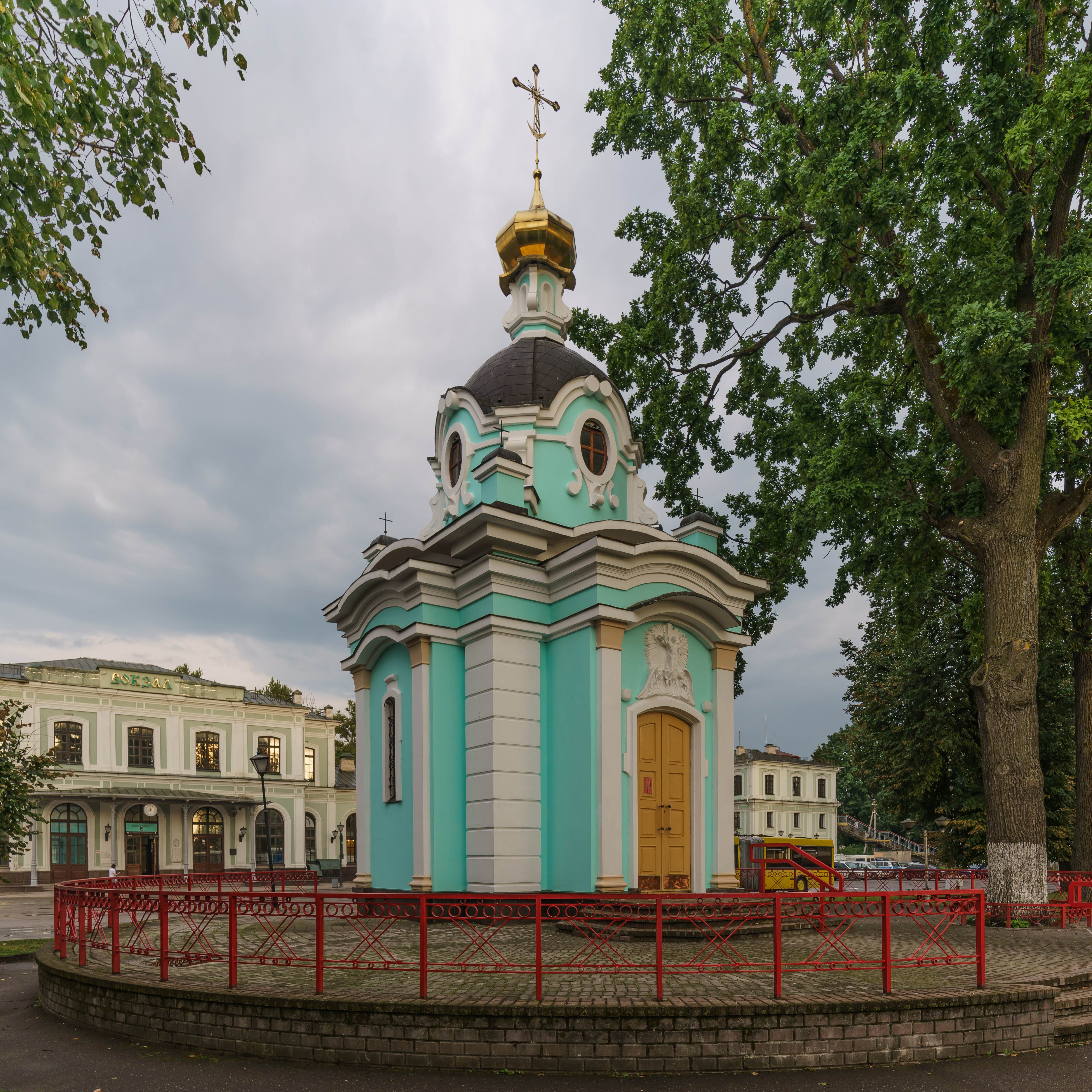
«Царская» часовня в память отречения Николая II от престола на Привокзальной площади
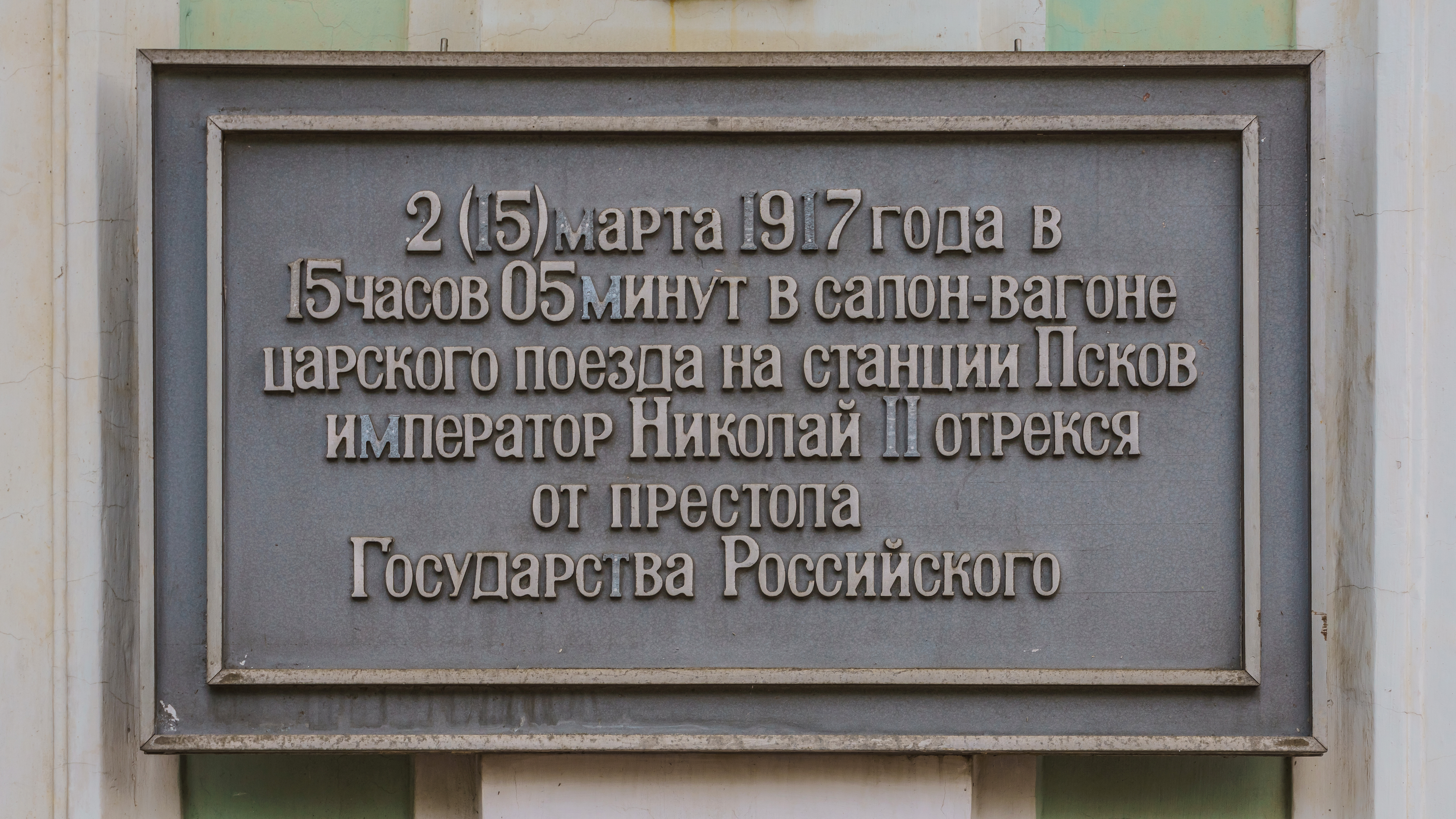
Мемориальная доска на фасаде вокзала в память отречения Николая II
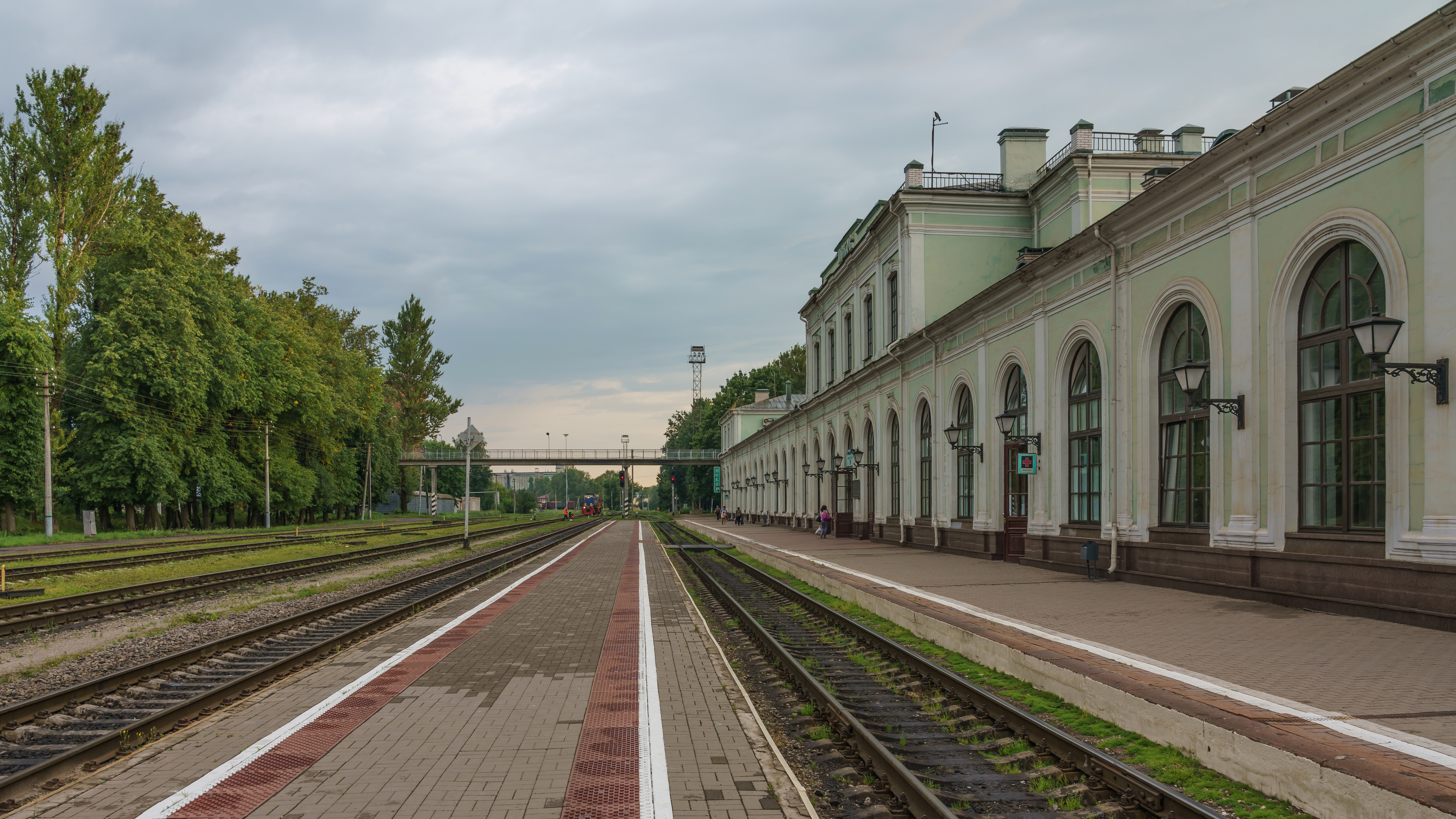
Вид вокзала со стороны платформ, на заднем плане — пешеходный путепровод
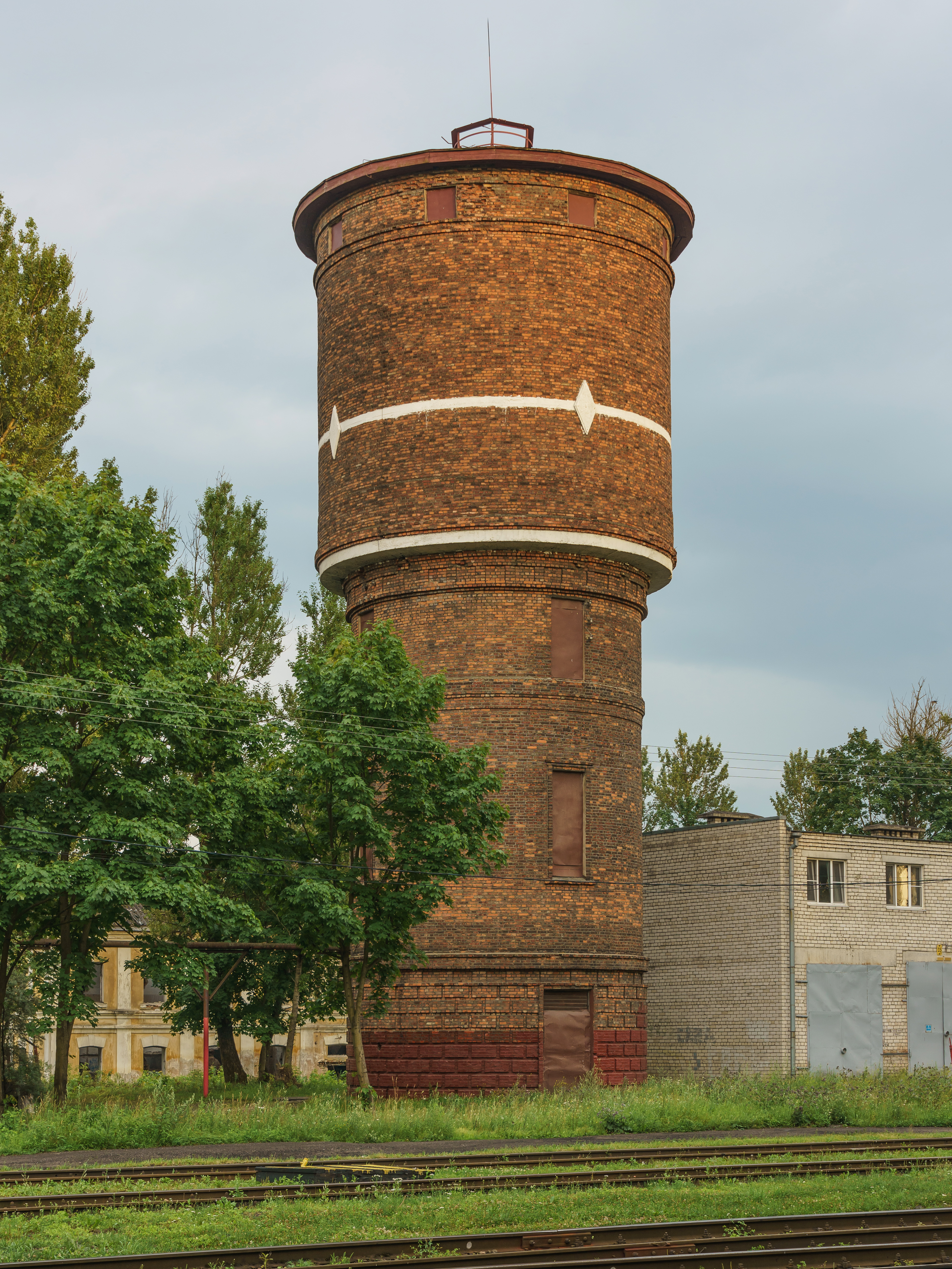
Водонапорная башня
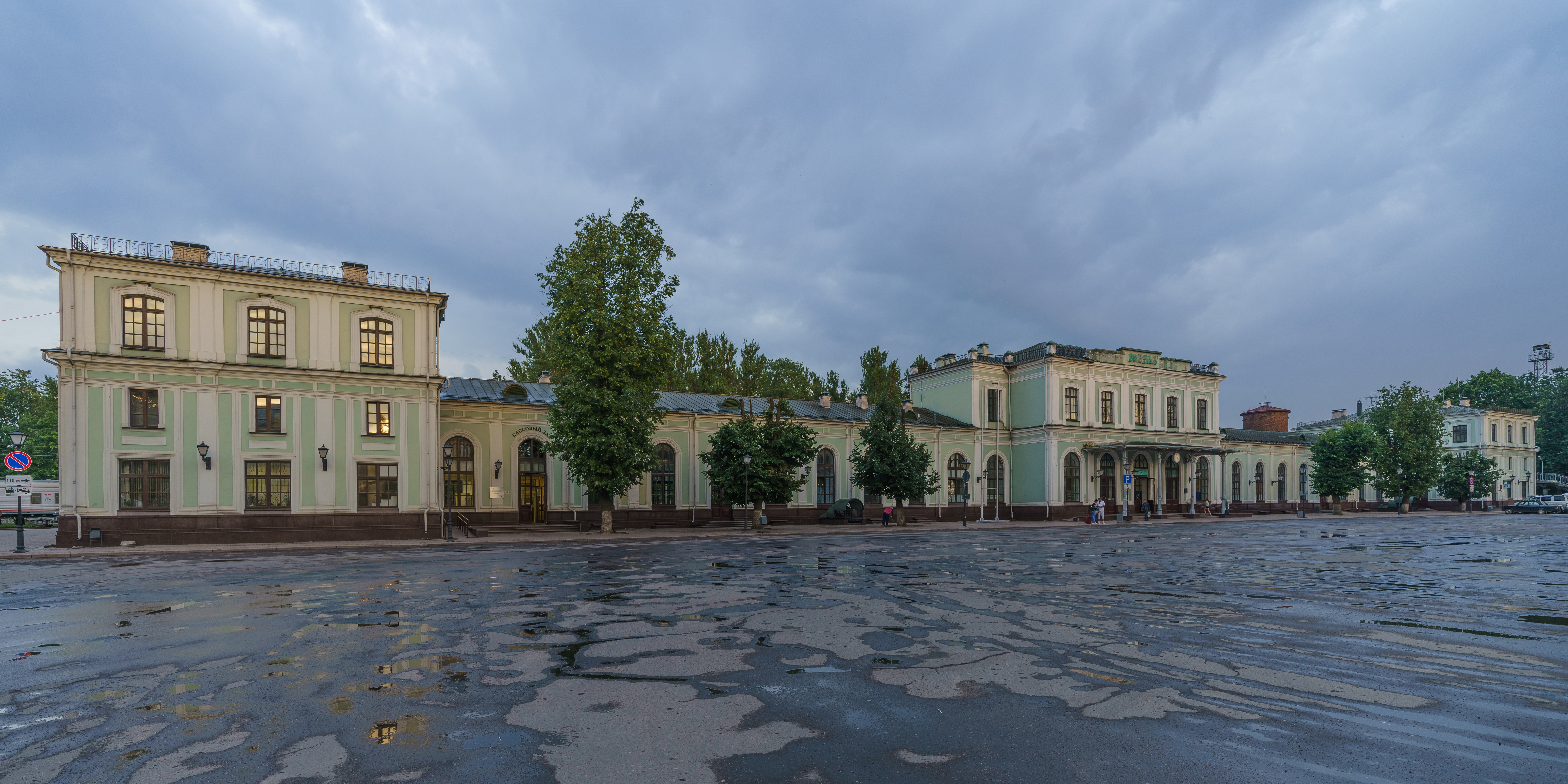
Общий вид вокзала с площади
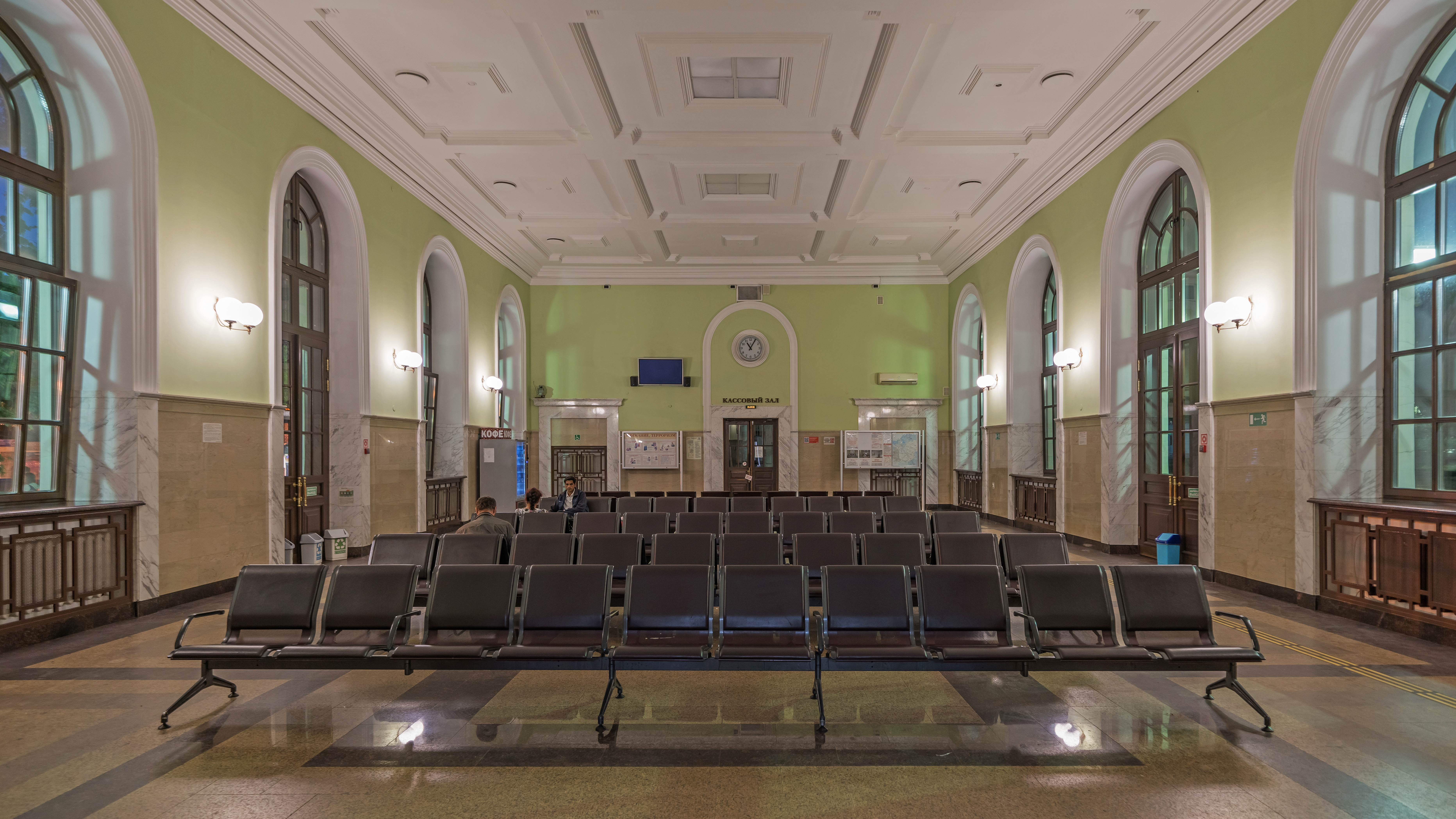
Интерьер вокзала
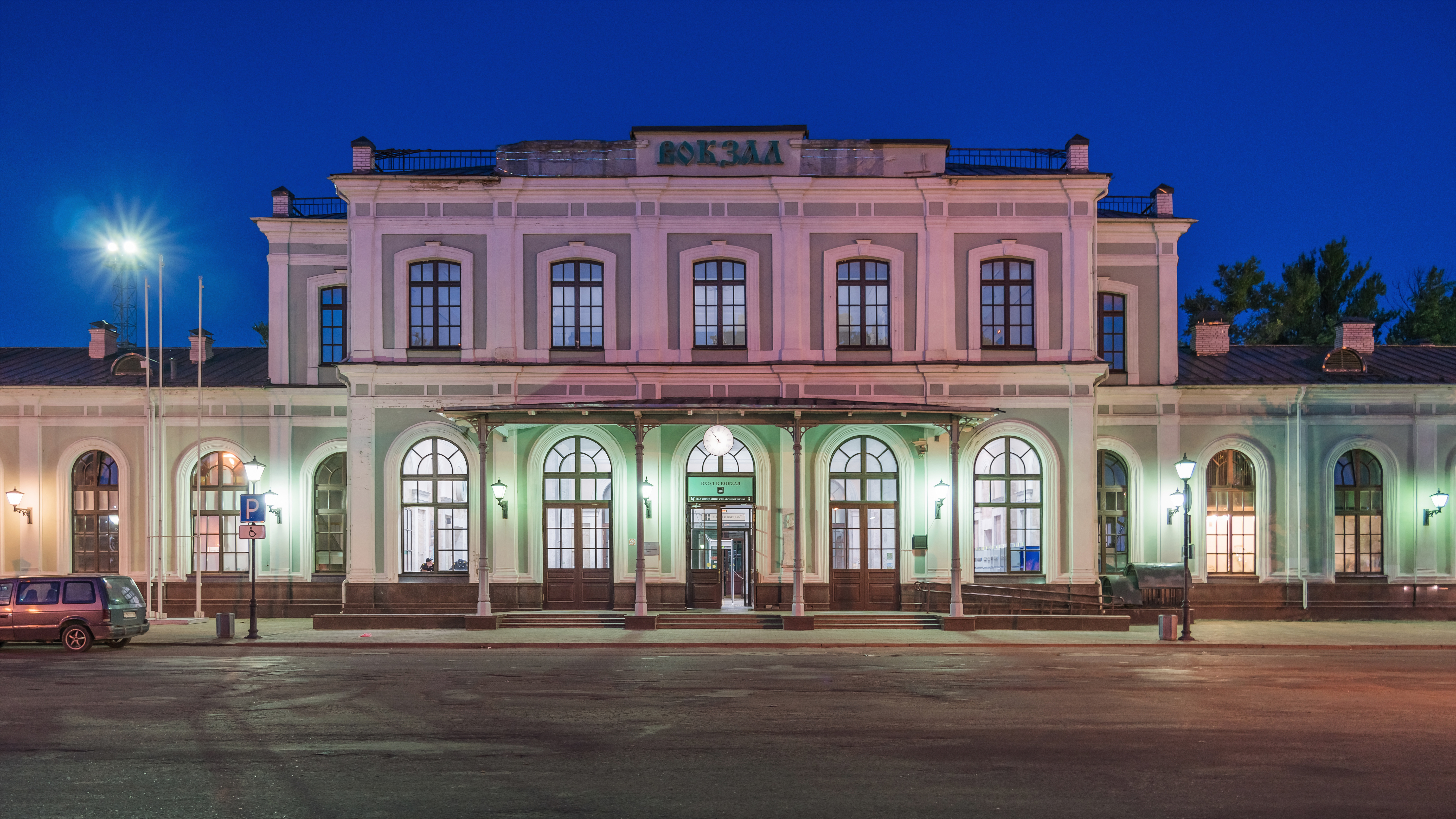
Вокзал Псков-Пассажирский ночью

## Современное состояние
На станции находятся:

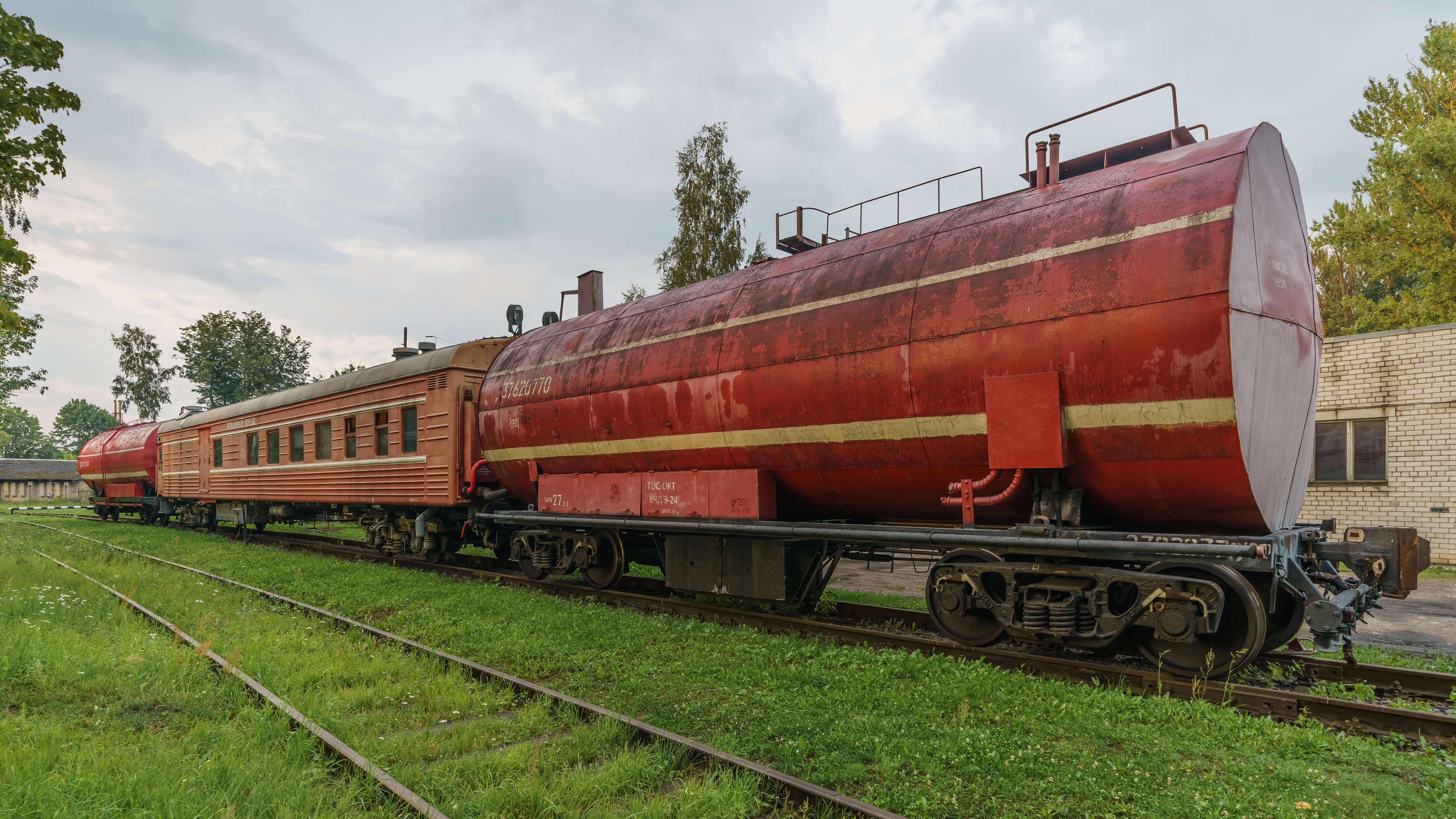
Пожарный поезд на одном из станционных путей

- оборотное локомотивное депо Псков (ТД-65 ОЖД) — филиал депо Дно (ТЧЭ-18 ОЖД);
- вагонное депо Псков (ВЧД-12 ОЖД);
- дистанция службы пути (ПЧ-26 ОЖД);
- дистанция электроснабжения (ЭЧ-6 ОЖД);
- путепровод Крестовского шоссе над нечётной горловиной;
- пешеходный переходной мост в чётной горловине.

## Пассажирское сообщение

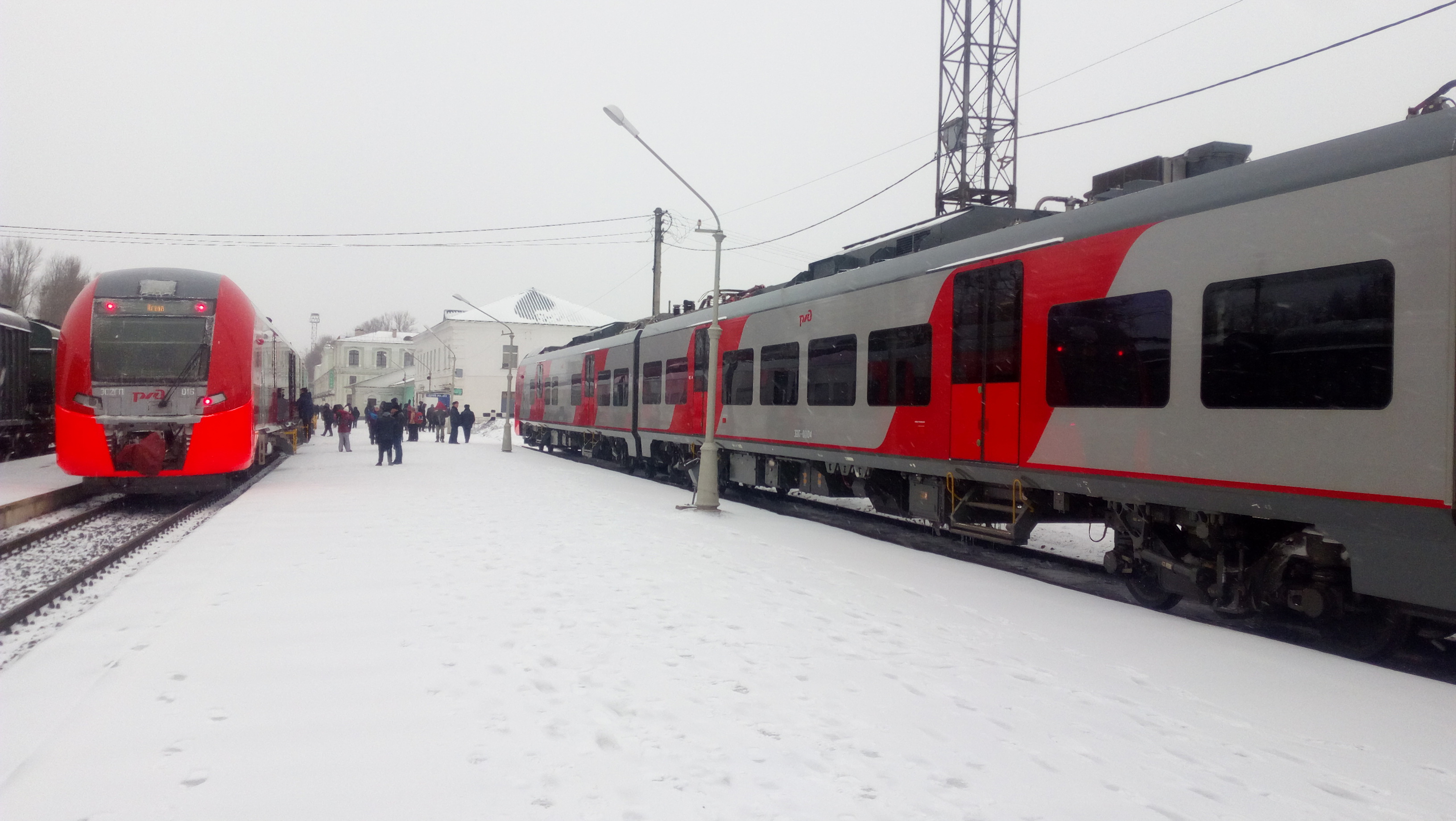
Электропоезда «Ласточка» сообщением Санкт-Петербург — Псков (слева) и Псков — Петрозаводск (справа)

- Расписание поездов на Яндекс. Расписания
- Схема Дновского направления на Яндекс. Расписания
- Схема Лужского направления на Яндекс. Расписания
- Схема Печорского направления на Яндекс. Расписания
- Схема Пыталовского направления на Яндекс. Расписания

### Поезда дальнего следования
| 9 «Псков»      | Москва — Псков (с ВБС Мурманск — Псков) | 10 «Псков»     | Псков — Москва (с ВБС Псков — Мурманск) | ФПК + ТКС |
| 63             | Москва — Псков                          | 64             | Псков — Москва                          | ФПК       |
| 809 «Ласточка» | Санкт-Петербург — Псков — Печоры        | 810 «Ласточка» | Псков — Санкт-Петербург                 | ДОСС      |
| 811 «Ласточка» | Санкт-Петербург — Псков                 | 812 «Ласточка» | Печоры — Псков — Санкт-Петербург        | ДОСС      |
| 813 «Ласточка» | Санкт-Петербург — Псков — Печоры        | 814 «Ласточка» | Печоры — Псков — Санкт-Петербург        | ДОСС      |
| 815 «Ласточка» | Санкт-Петербург — Псков                 | 816 «Ласточка» | Псков — Санкт-Петербург                 | ДОСС      |
| 820 «Ласточка» | Петрозаводск — Псков                    | 819 «Ласточка» | Псков — Петрозаводск                    | ДОСС      |

| 489 «Таврия» | Евпатория — Псков | 490 «Таврия» | Псков — Евпатория | ГСЭ |

### Пригородное сообщение

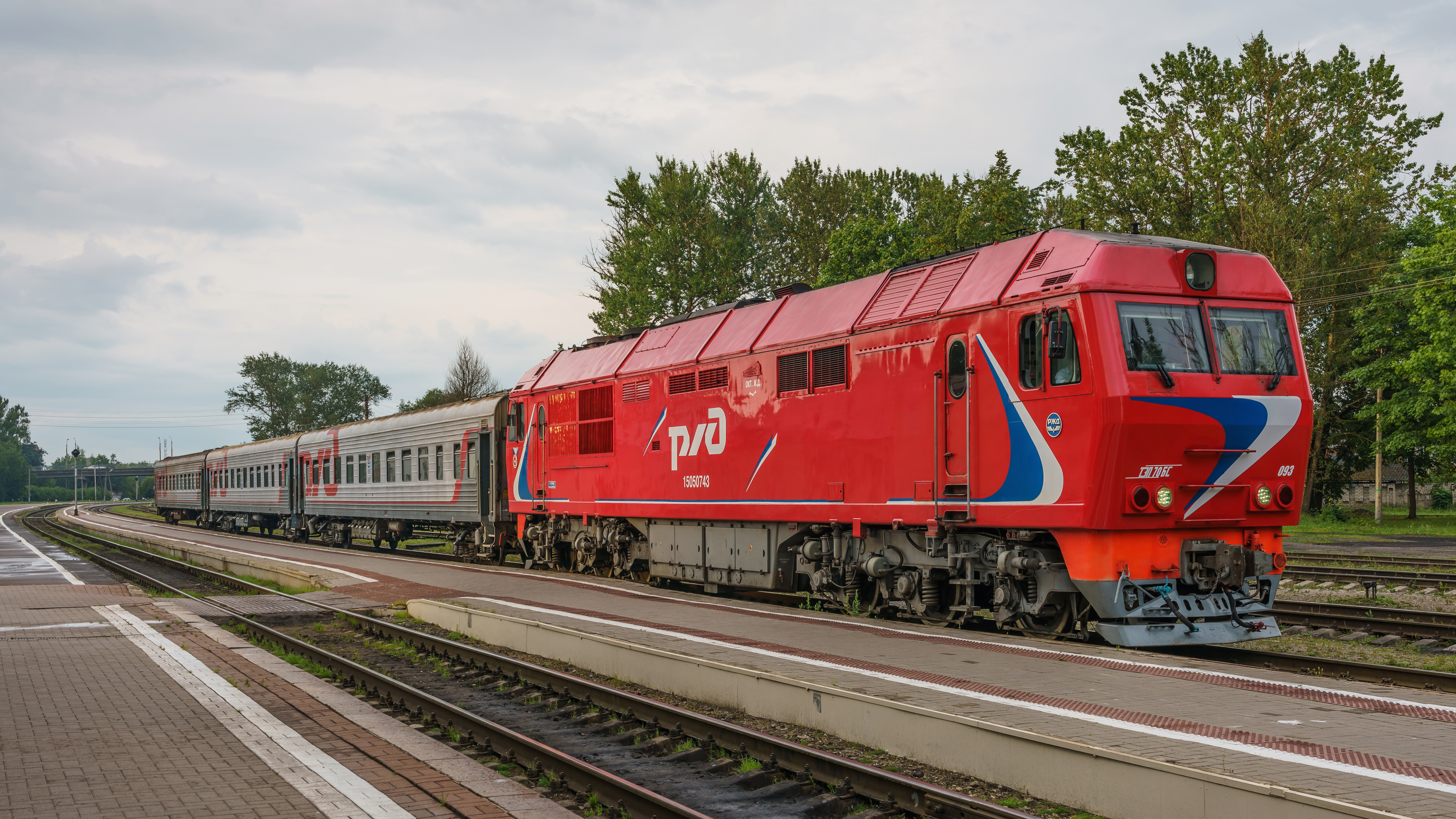
Тепловоз ТЭП70БС-093 прибыл с пригородным поездом Дно-Псков

По состоянию на 2020 год вокзал обслуживает следующие направления:
- Псков — Порхов — Дно
- Псков — Струги Красные — Плюсса — Луга
- Псков — Дно — Великие Луки

## Привокзальная площадь
- 17 июля 2003 г. посередине площади освящена часовня во имя Воскресения Христова («Царская») в память отречения от престола императора Николая II
- Железнодорожный музей (Вокзальная ул., д. 38)[5].

## Общественный транспорт
Вокзал является конечной остановкой для:
- Автобусов: № 1, 2, 8, 8а, 9, 11, 12, 16, 17, 23, 116
- Маршрутных такси: № 2т;

Промежуточной остановкой для:
- Автобусов: № 6, 14;
- Маршрутных такси: № 14т, 306;

Также в пяти минутах ходьбы находится Псковский автовокзал, с которого можно отправиться в любой город Псковской области. Имеется автобусное сообщение с крупными городами других регионов России и зарубежных стран: Москва, Санкт-Петербург, Великий Новгород, Смоленск, Курск, Минск, Витебск, Новополоцк, Пинск, Рига, Таллин, Киев и Одесса.